# Hippolyte Houcke
Hippolyte Leonard Houcke (Berlijn, 11 januari 1852 - Parijs, 1 januari 1925) was een telg uit een bekende Franse circusdynastie. Opgeleid als paardendresseur, was hij op latere leeftijd o.a. producent, artistiek directeur en regisseur van verschillende Parijse vermakelijkheidsinstellingen.

## Levensloop
Hippolyte was de zoon Jean Léonard Houcke en Adèle René. Zijn vader was de regisseur van het Cirque des Champs-Élysées, hij behoorde tot een grote Franse circusdynastie die zich in Zweden had gevestigd en een belangrijke rol had gespeeld in de ontwikkeling van het Scandinavische circus.
Hippolyte trouwde 12 november 1904 met Elsa Martha Amalie Rosa Grünenwald (Berlijn, 07 november 1879 - ?). Het gezin had drie kinderen Germaine (1900),  Suzanne (29-12-1901) en Hippolyte Georges Houcke  (Paris, 25 juli 1903 - Pégomas, 23 juni 1983).

### Hippodrome de l'Alma
In 1882 bracht Hippolyte de show "Cadet Roussel" uit in het Hippodrome de l'Alma. In 1886 bracht hij een grote show uit in het Olympia in West Kensington, Londen en de show "Skobeleff" in het Hippodrome  de l'Alma. In 1890 nam Hippolyte de functie van artistiek directeur van het Hippodrome over van Charles Zidler en opende met de nieuwe show "Jeanne d'Arc", het volgend jaar "Nero". Nero was een spectaculair stuk met meer dan vijfhonderd deelnemers, een orkest van 150 muzikanten, 200 koorzangers en leeuwen van Wilhelm Hagenbeck. Deze productie kostte ruim een miljoen francs.
Voor de reprise van "Skobelev en Plewna" (gebaseerd op de Russisch-Turkse Oorlog) in 1892 werden uitgebreide inkopen gedaan in Rusland, om alle attributen en kleding zo authentiek mogelijk te maken.
Omdat de eigenaar van het perceel in 1892 het huurcontract niet wilde verlengen kwam er een einde aan het Hippodrome.

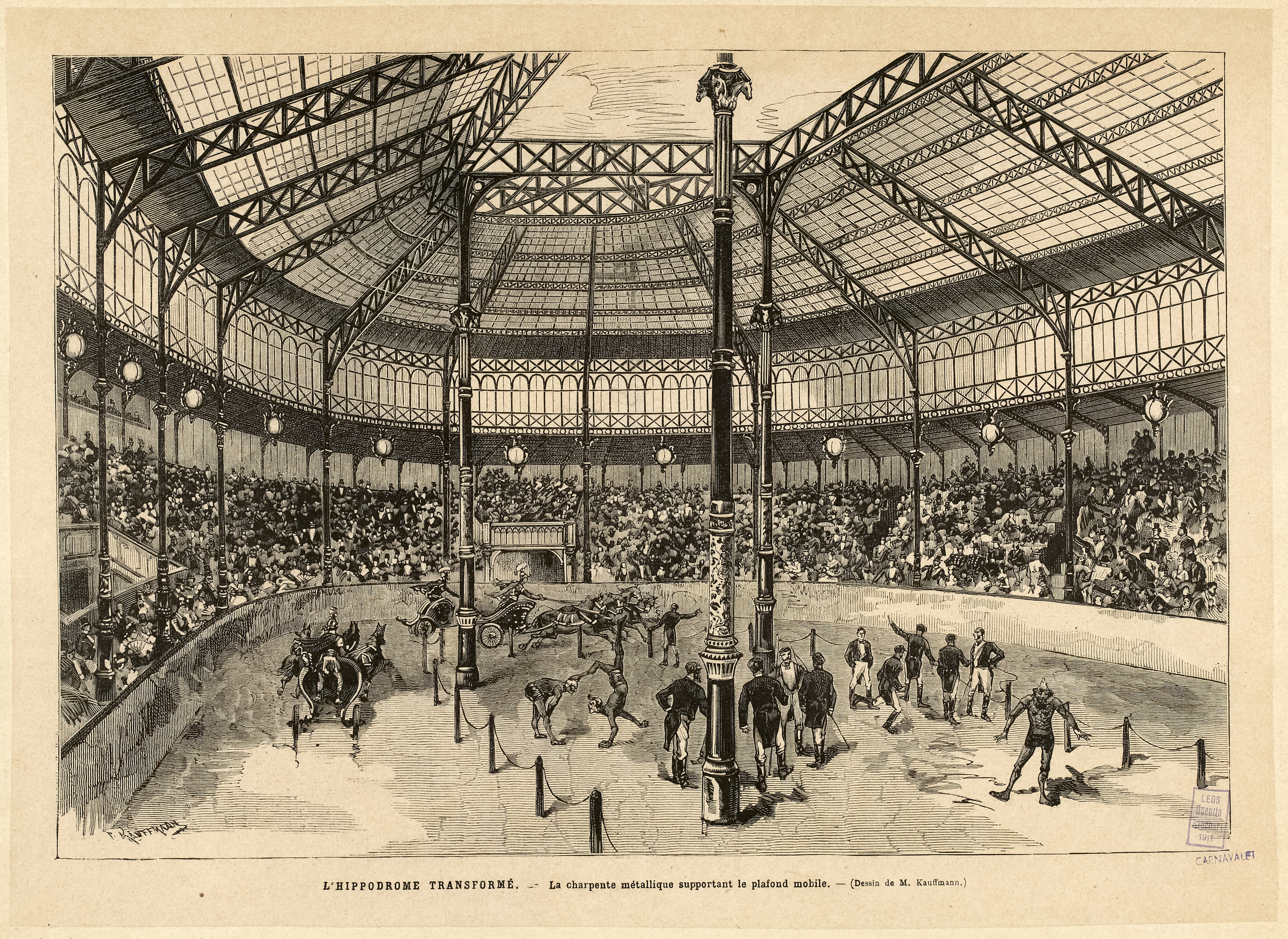
Hippodrome
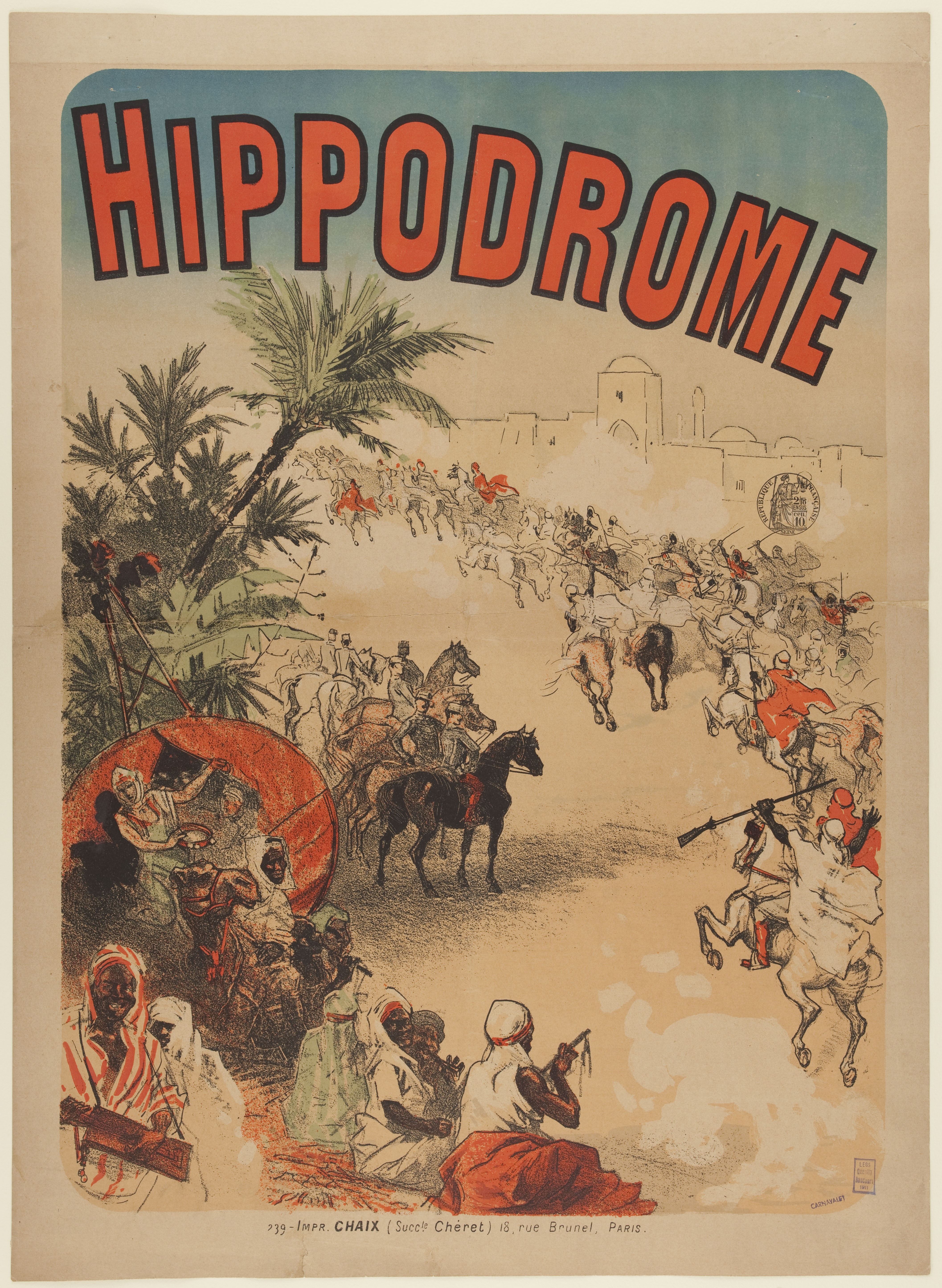
affiche
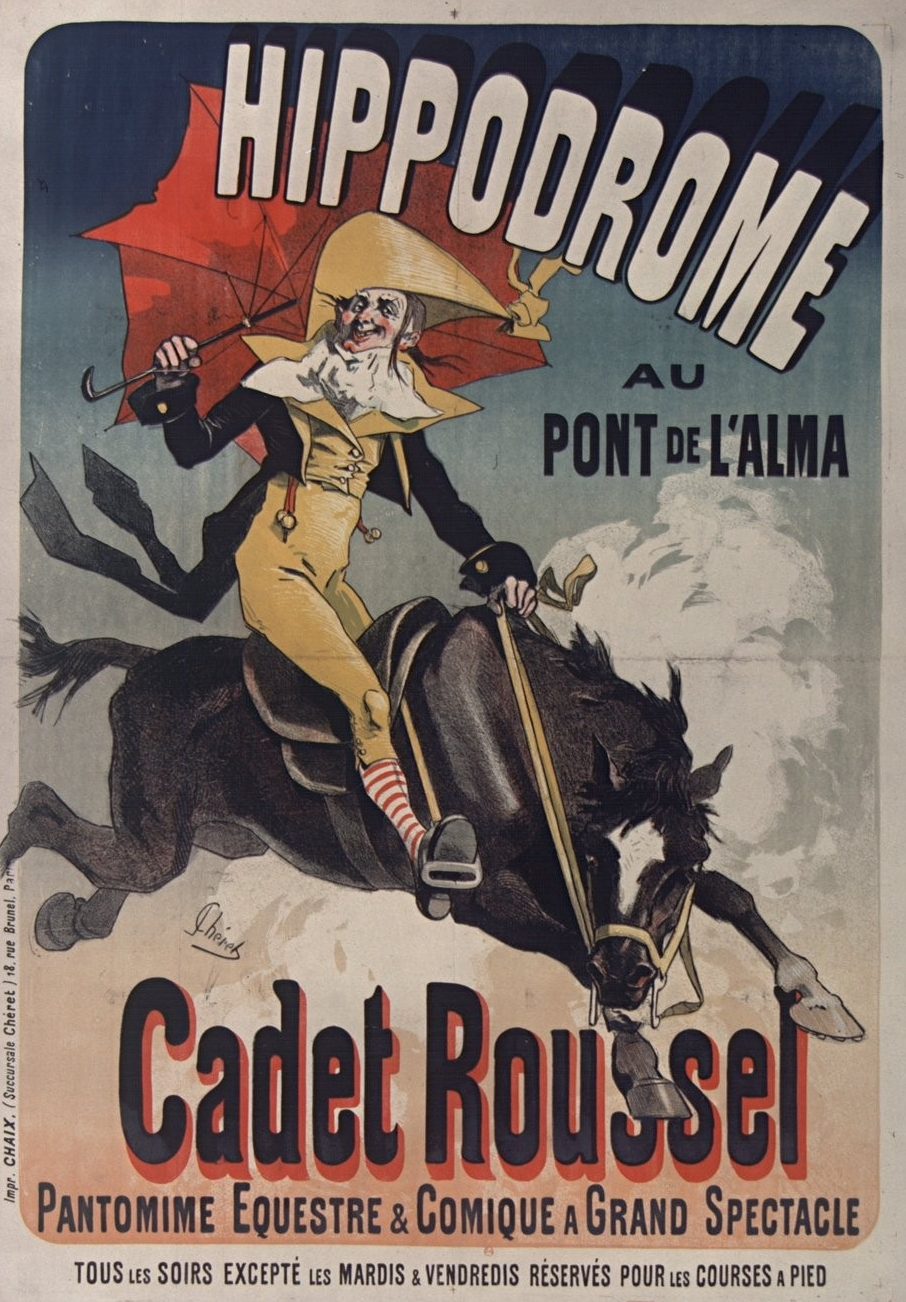
Cadet roussel, 1882
Hippodrome Néron
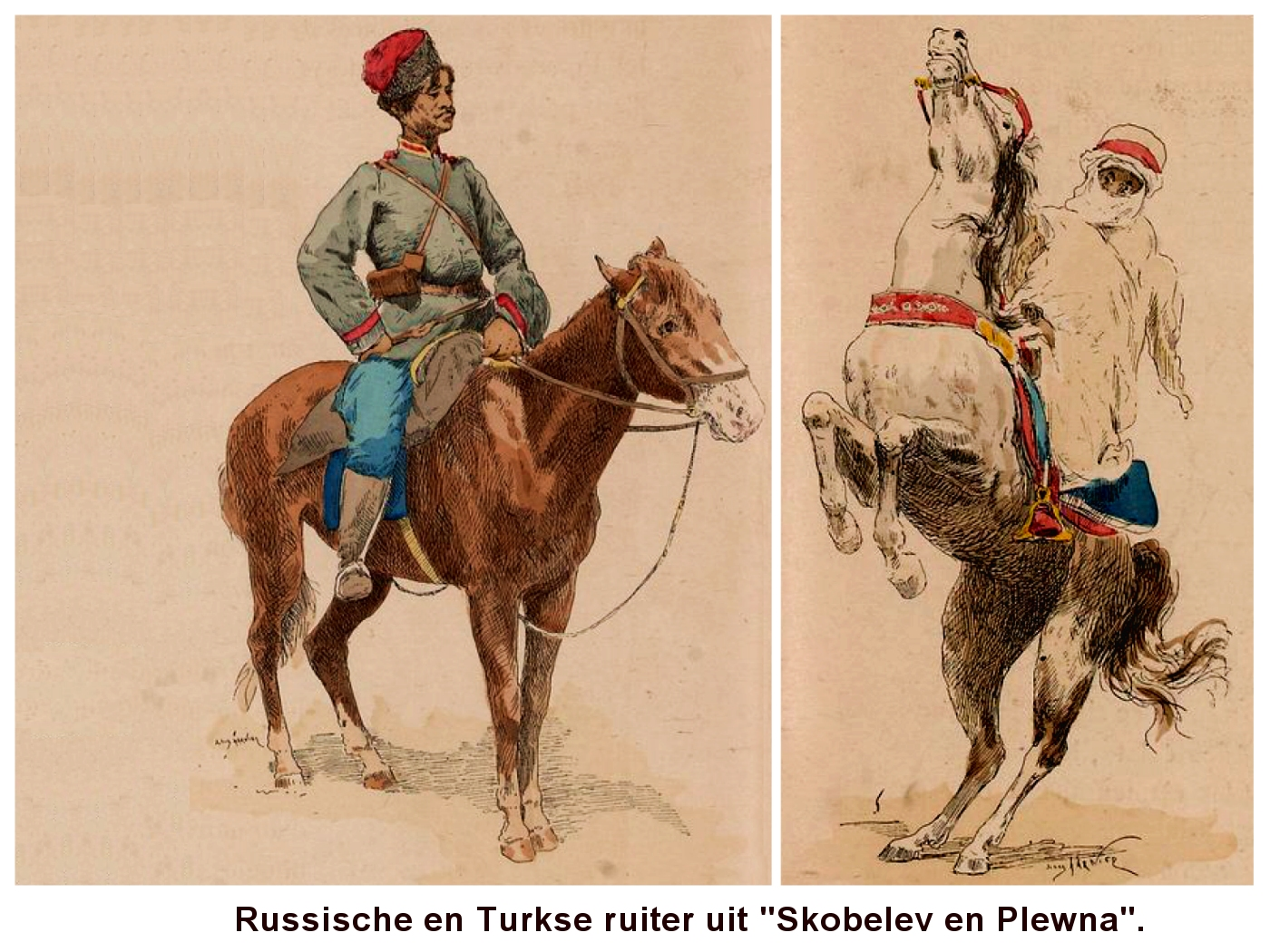
Skobelev en Plewna

### Nouveau Cirque de Paris
In september 1897 volgde Houcke Raoul Donval op als directeur van het Nouveau Cirque de Paris aan de rue Saint-Honoré 251, vlak bij de Place de Vendôme. Als geen ander wist Hippolyte van de opening een spektakel te maken en er alom bekendheid aan te geven. Onder de bezoekers bevonden zich een groot aantal bekende personen o.a. de hertogin van Uzès Anne de Rochechouart de Mortemart, de gravin Hoyos, de echtgenote van de ambassadeur van Oostenrijk en de flamboyante Charles Guillaume Frédéric Boson, hertog van Sagan en Talleyrand-Périgord, prins van Sagan.
De openingsvoorstelling was de voortzetting van de pantomime "Les Cent kilos", gevolgd door het sprookje "Texas". In 1898 bracht hij "Paris Qui Drotte" en in april "La chasse au Sanglier". Het waren attracties van topklasse met beroemde artiesten. In de zomer werd het circus omgebouwd tot zwembad. Deze transformatie aan het einde van het circusseizoen werd op spectaculaire wijze uitgevoerd. Op het moment dat de laatste acrobaten de planken van de baan verlieten, werd door 20 mannen een cocoskleed van 2000 kilo dat de baan bedekte opgerold en naar buiten gebracht. De machinist gaf een paar slagen met een sleutel op de vloer die dan omlaag zakte waarna het water in het bassin (diameter 25 meter en 3 meter diep) golvend tevoorschijn kwam. In het circusseizoen werd het zwembad ook gebruikt voor allerlei shows waarbij allerlei dieren werden gebruikt o.a. paarden, wilde zwijnen, honden en zelfs olifanten.
In 1902 introduceerde Hippolyte de show "Les Joyeux Nègres", met een cakewalk. Hij contracteerde hiervoor "Les Elks", "les sœurs Perès" en "Chocolat et la troupe Nègre Américaine". Het jaar erna organiseerde hij een wedstrijd waardoor deze dansvorm uit Amerika in Parijs populair werd.Deze show sloot de meest succesrijke periode af van het Nouvau Cirque.

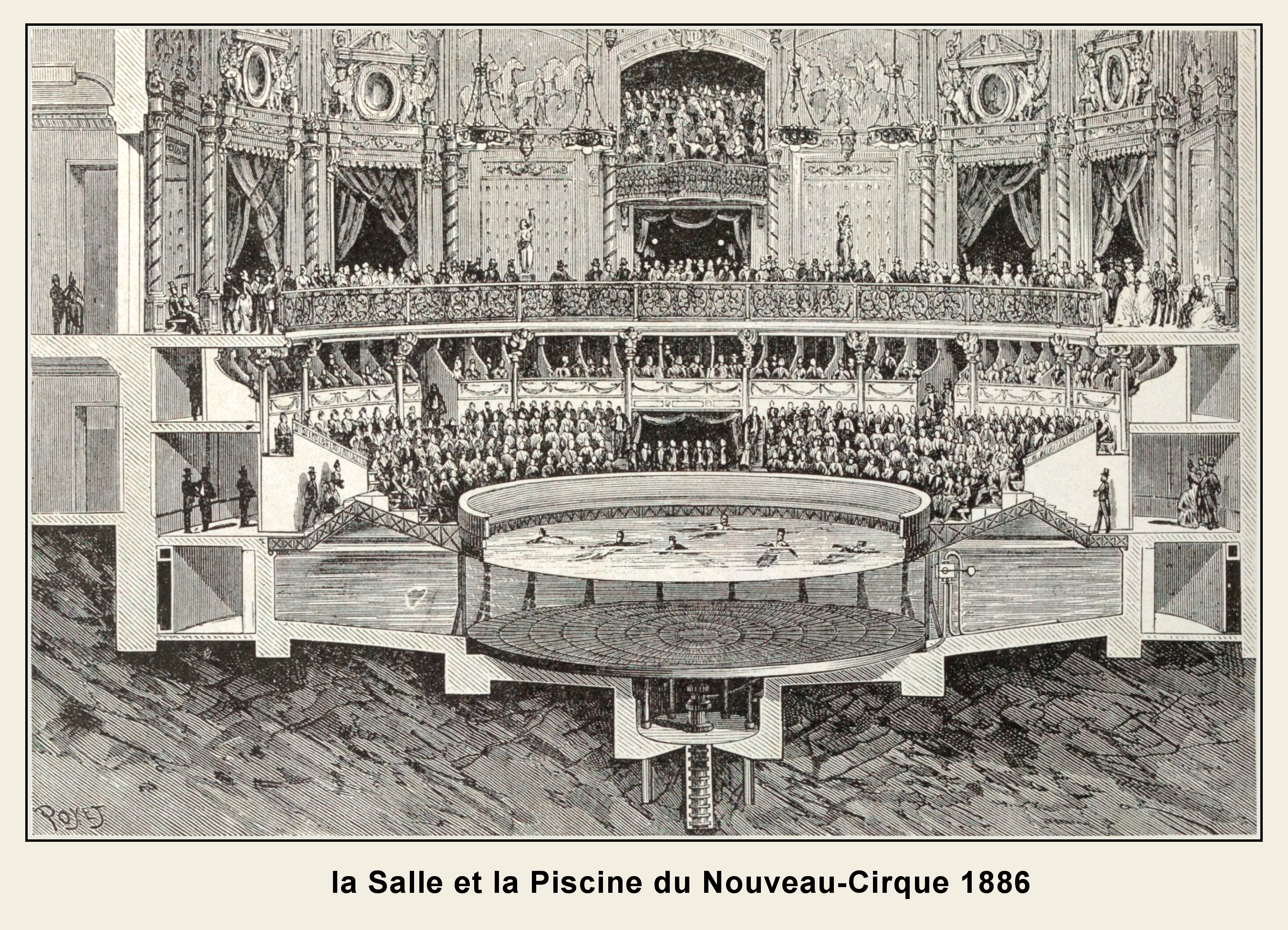
La salle et la piscine du nouveau-cirque 1886
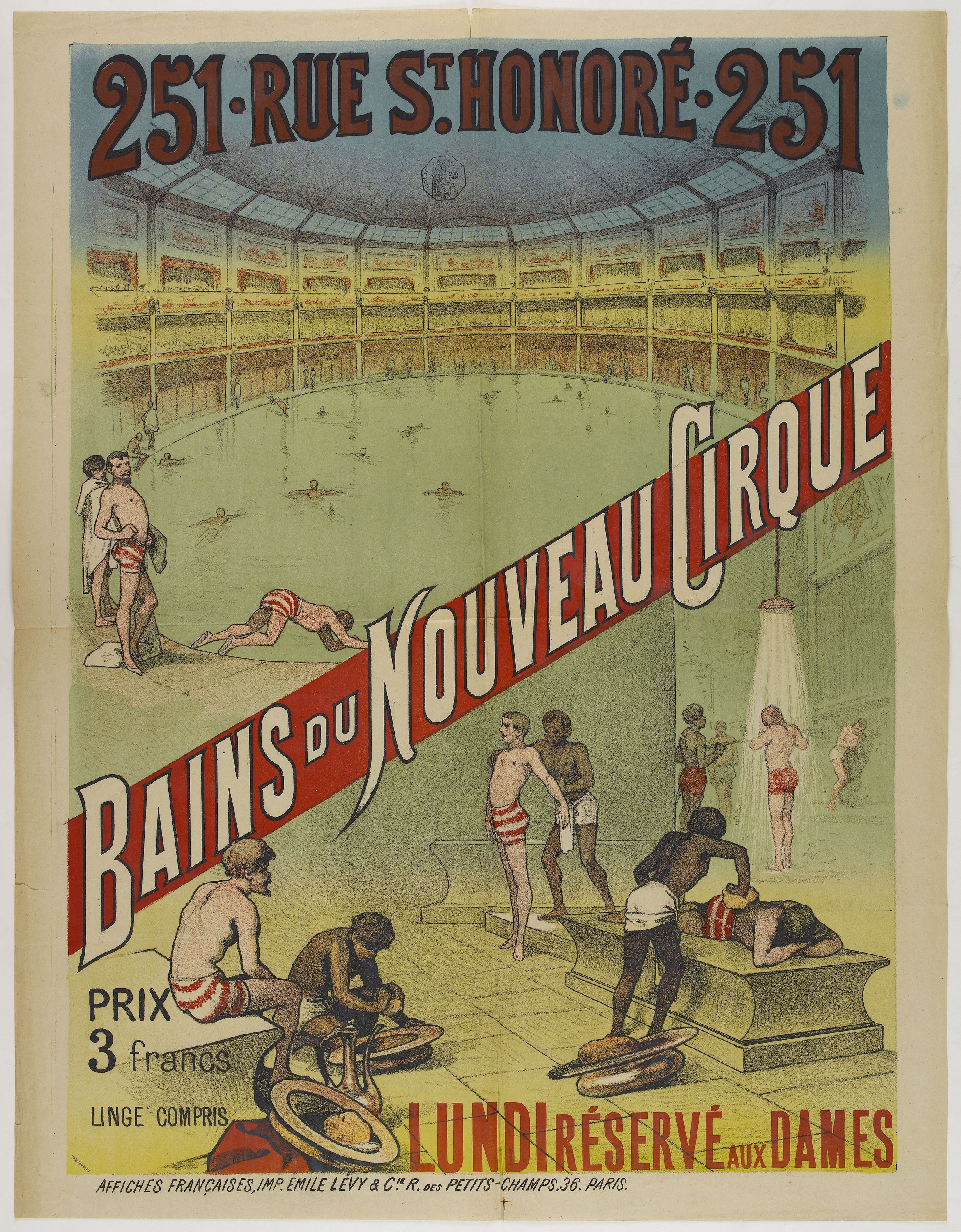
het zwembad
Nouveau Cirque
Nouveau Cirque
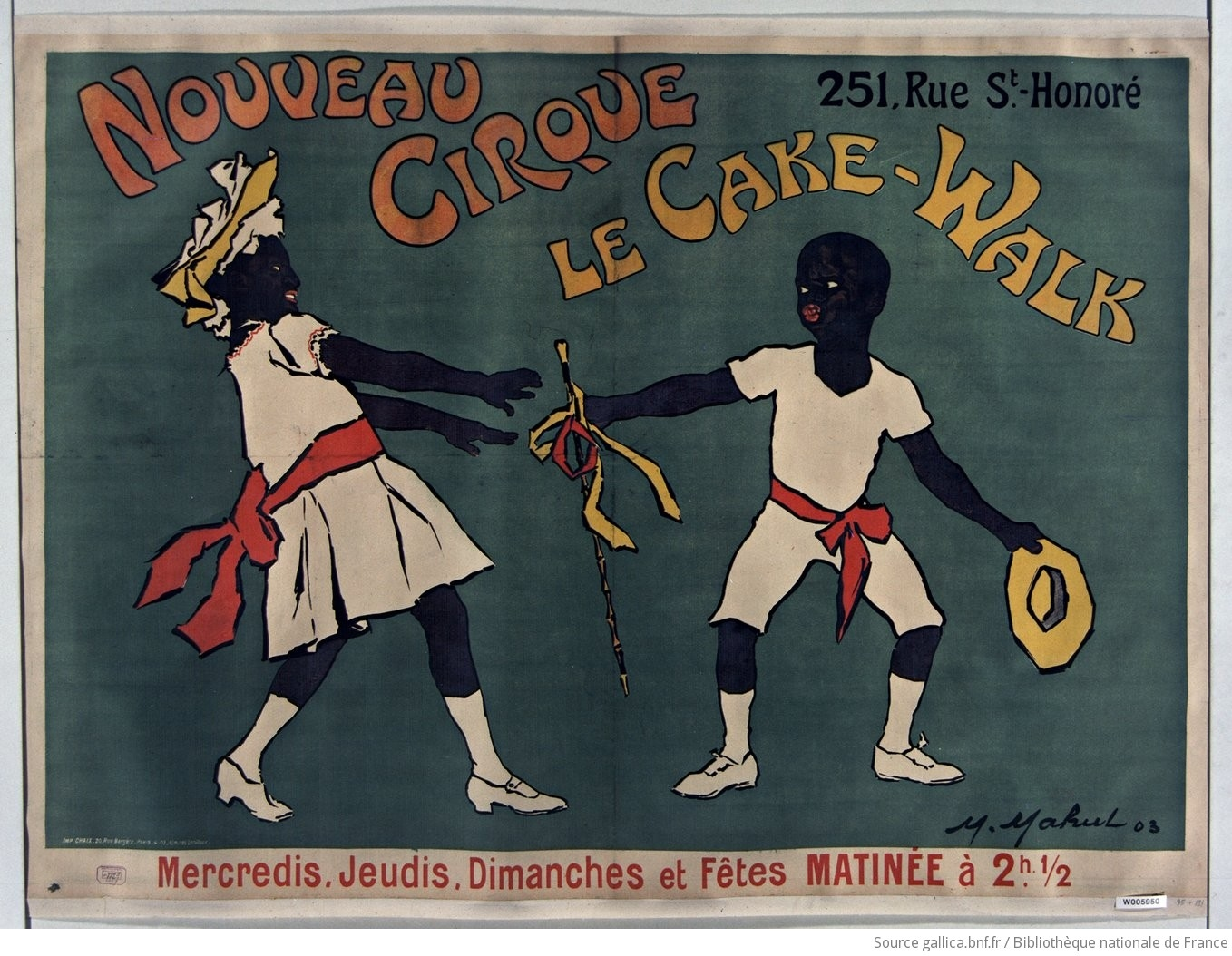
affiche cakewalk 1903 nouveau cirque
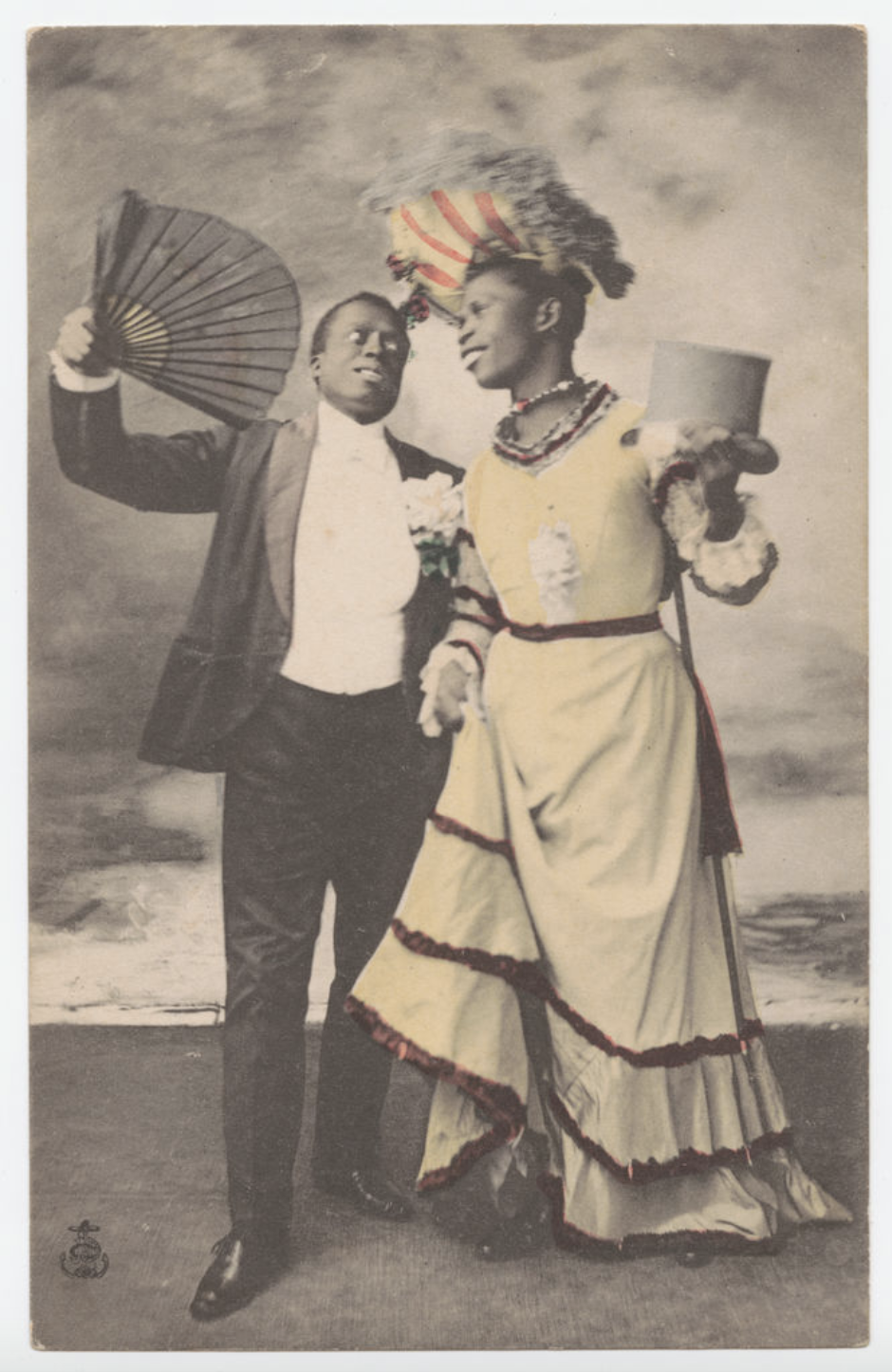
Joyeux nègres
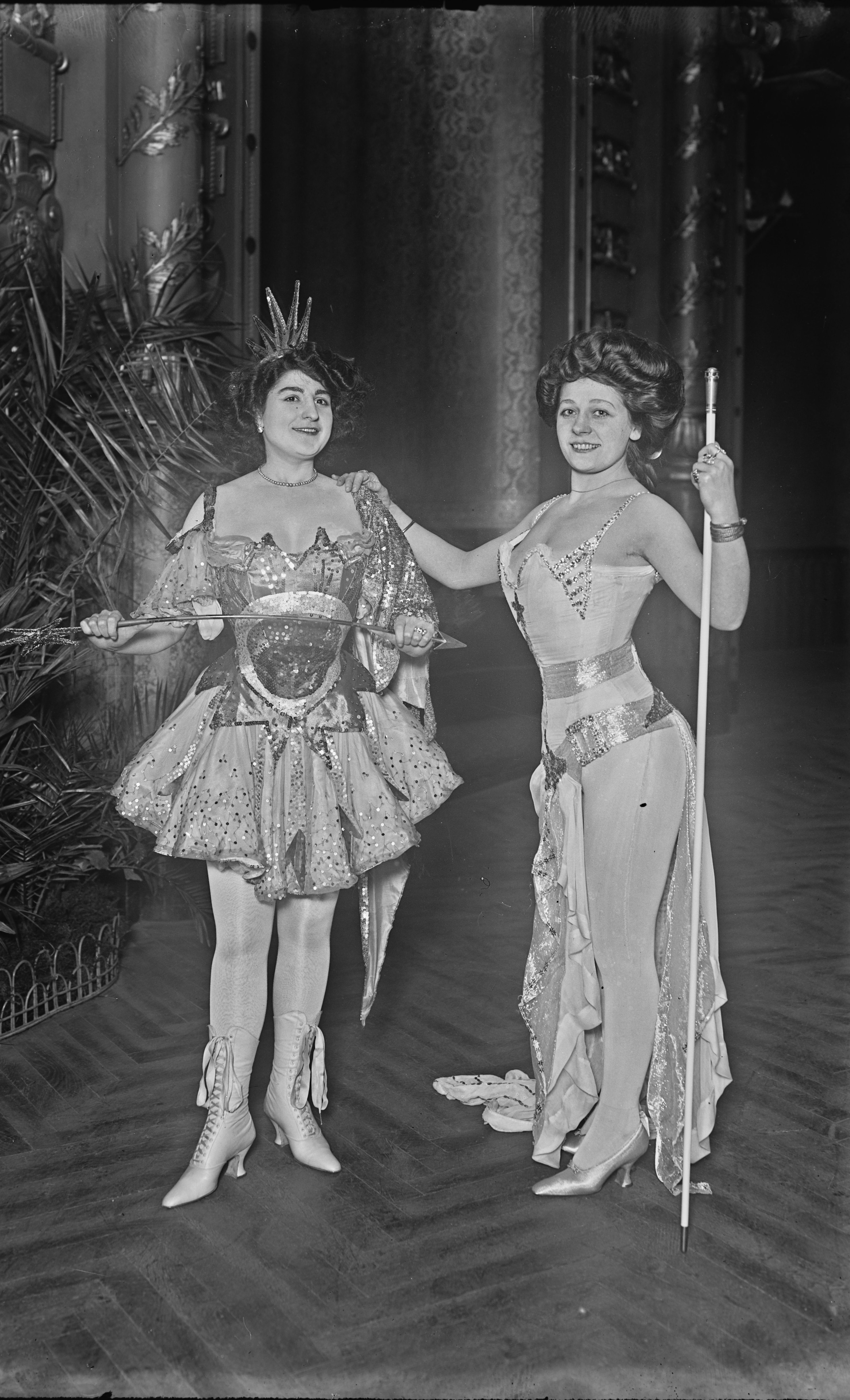
cakewalk

September 1905 droeg Houcke de directie over aan de Rus Mathias Beketov die het jaar daarop werd opgevolgd door Jean Houcke, de neef van Hippolyte.
Na zijn ontslag bij Nouveau Cirque leidde hij een teruggetrokken leven tot aan zijn dood in 1925.